# 東海電視台
東海電視放送株式會社（日语：／ Tōkai Terebi Hōsōkai Shizuoka */?），簡稱東海電視台（日語：東海テレビ）、THK，是日本的一家電視台，播出範圍是中京廣域圈（愛知縣、岐阜縣和三重縣）。該公司成立於1958年2月1日，1958年12月25日開播，是富士電視台聯播網（FNN及FNS）的成員。總部位于愛知縣名古屋市東區東櫻一丁目14番27号。電視台識別呼號為JOFX-DTV，遙控器號碼是1頻道（也是富士電視台聯播網唯一的1頻道）。東海電視台以製作電視劇而著稱，曾經製作富士電視台聯播網午間連續劇長達52年。

## 資本構成
下表列出2021年3月31日時東海電視台的主要股東:369：
| 資本金   | 發行股份總數 | 股東數 |
| -------- | ------------ | ------ |
| 10億日元 | 200萬股      | 222    |

| 股東            | 持股數       | 比例   |
| --------------- | ------------ | ------ |
| 東海電台        | 99萬5千股    | 49.75% |
| 愛知縣          | 15萬股       | 07.50% |
| 名古屋鐵道      | 12萬5千755股 | 06.28% |
| 中日新聞社      | 10萬7千699股 | 05.38% |
| 富士媒體控股    | 06萬6千666股 | 03.33% |
| 豐田汽車        | 05萬5千000股 | 02.75% |
| 三菱東京UFJ銀行 | 03萬7千500股 | 01.87% |

## 歷史
1957年，圍繞東海地方第三個電視播出執照的申請，包括東海放送、東海電視台、東海電台、近畿東海放送、日本彩色電視台、名古屋放送、日本電視台在內的7家企業展開競爭:20。此後東海放送、東海電視台、東海電台、近畿東海放送四家公司合併為「新東海電視台」，並在1957年10月22日獲得電視播出執照:20。東海地方在這次頻道計劃釋出的頻道號碼是第1頻道。雖然郵政省內曾有聲音認為第1頻道應由率先開播的CBC使用，但由於CBC認為其5頻道這一號碼已廣為認知，且在當時電視的頻道切換轉盤中5頻道這一號碼位於中央，因此CBC願意繼續使用5頻道，東海電視台得以使用1頻道:27。新東海電視台在同年12月1日於新名古屋大樓北館設立事務所，開始進行開播準備:20。翌年1月20日，新東海電視台將總部設在名古屋市東區東新町，並在2月17日將公司名稱改為東海電視台，簡稱THK:20。「THK」這一簡稱亦有「真實（Truth）、幸福（Happiness）、親切（Kindness）」的寓意:20。
1958年12月18日，東海電視台開始發射試驗訊號，並在同月21日開始試播:24。12月25日11時15分，東海電視台正式開始播出，成為日本第17家民營電視台:24。開播之初，東海電視台和關西電視台構築了聯播網關係:28。1959年，隨著富士電視台開播，東海電視台加入了以富士電視台為核心局的聯播網:28，但亦播出部分日本電視台和NET電視台的節目:38。1961年，東海電視台廢除了午後的停播時段，實現了從晨間至晚間的全天播出:37。隨著名古屋電視台在1962年開播，東海電視台在同年停止播出日本電視台和NET電視台的節目，完全成為富士電視台聯播網的成員:38。1964年，東海電視台首次播出彩色節目（富士電視台節目《霹靂艇》）:49。4年之後，東海電視台自製節目亦實現彩色化，第一個自製彩色節目是《長谷川一夫傑作系列》:63。
1965年，東海電視台啟用了現在的商標。該標誌以「注視現代之眼」為設計理念:50。1968年，為適應彩色電視時代到來，東海電視台將標誌中央圓形部分的顏色由黑色改為藍色:50。同年5月18日，東海電視台轉播的原田政彥對埃德·喬弗雷的比賽創下68%的收視紀錄，令拳擊轉播成為富士電視台系列的招牌節目:51。1967年，作為在地貢獻事業的一部分，東海電視台向名古屋市政府捐贈了一座噴泉，設置在榮公園內:59。東海電視台在開播10週年之際製作了眾多紀念特別節目，其中電視劇《飛驒古糸》獲得了明治百年藝術祭賞的肯定:68。這一時期也是東海電視台第一個收視高峰。在1967年和1968年，東海電視台連續兩年獲得收視率三冠王:229。1970年，東海電視台成為日本電視界第一家實現週休二日的企業:75。1977年，東海電視台的稅前盈餘首次超過100億日元:93。
因富士電視台收視率上升、職棒球隊中日龍奪冠帶動棒球轉播收視率提升等原因，東海電視台在1982年時隔14年再次獲得收視率三冠王。這一年東海電視台的全日平均收視率達9.3%、黃金時段達18.5%、晚間時段達17.7%:108。1984年5月第3週開始至1987年9月4第4週，東海電視台連續176週獲得全日平均收視率首位:126。東海電視台的收視率三冠王自1982年開始持續至1997年，維持了長達16年:146。1987年，東海電視台的稅前盈餘首次超過200億日元:130。這一年東海電視台播出了開播30週年紀錄片《大白夜 蘇聯極北紀行》，並在日本全國播出:127。東海電視台在1988年4月開始在週末實現了24小時播出:131。

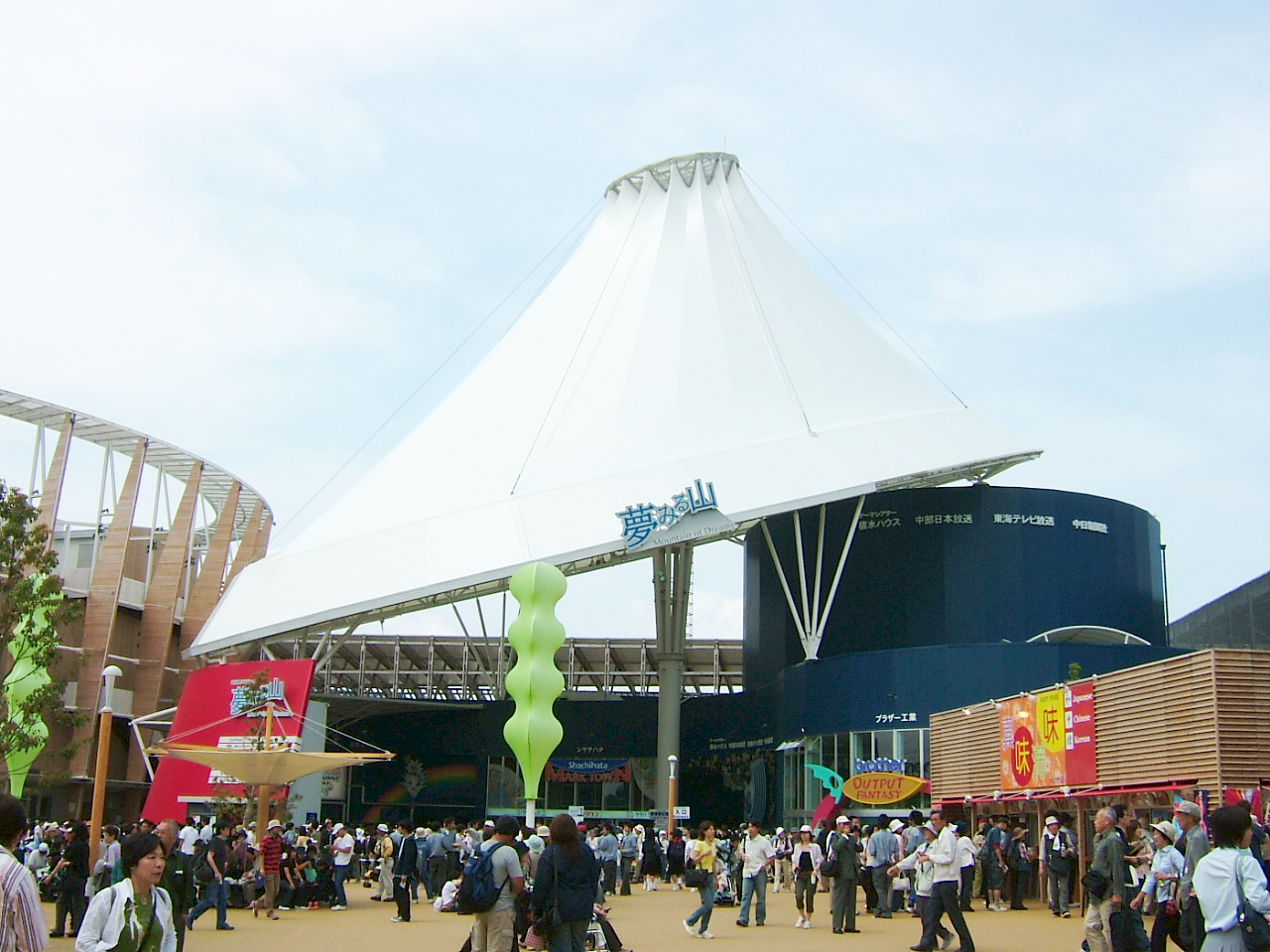
東海電視台在愛知世博會上的展館「觀夢山」（夢みる山）

1989年1月27日，東海電視台的開播30週年紀念電視劇《名古屋新娘物語》引發日本全國熱議，成功實現系列化並播出至1998年:160。其1991年的第三部作品在名古屋創下29.7%的高收視率，獲得這一年的民放聯優秀賞:137。1991年，東海電視台首次製作高畫質電視節目:142。在1996年，為宣傳節目認知度，東海電視台購下了名古屋市營地下鐵東山線和名城線部分車廂的全部廣告欄位，並將其命名為「東海電視台號」，成為名古屋各電視台首次嘗試:153。自1987年開始，東海電視台就持續舉辦「東海電視台祭」（東海テレビまつり）活動:160。1998年的開播40週年之際，「東海電視台祭」在11月21日和22日舉辦了兩天，吸引超過3.4萬人參加:160。東海電視台還在1999年設立了東京製作部，強化在東京的節目製作能力:164。
得益於名古屋著名花式滑冰選手輩出，東海電視台自2000年開始就舉辦了眾多花式滑冰活動，為花式滑冰在日本的普及做出貢獻:189。2003年12月1日，在開播45週年暨遷入新總部之際，東海電視台開始播出數位電視訊號:176。這一年11月1日，東海電視台播出了以「挑戰」為主題的時長達7小時30分的特別節目，紀念開播45週年:177。2004年，東海電視台時隔7年再次獲得收視率三冠王:180。2005年愛知世博會期間，東海電視台製作了眾多特別節目，並且和中日新聞社、中部日本放送等企業共同設立了展館「觀夢山」，展示最新的映像技術:182-184。開播50週年之際的2008年，東海電視台在11月1日至3日舉辦了「東海電視台大感謝祭」（わんだほ！東海テレビ大感謝祭），以久屋大通公園的名古屋電視塔至光之廣場部分區間為會場，吸引多達37萬人參加:196。
2011年7月24日，東海電視台停止播出類比電視訊號，完全進入數位電視時代:176。然而這一年東海電視台發生銫米騷動（後述），嚴重損害了其公信力。同時由於核心局富士電視台收視率低迷，東海電視台在2010年代也陷入收視低谷。2018年，在開播60週年之際，東海電視台製作了特別節目再見電視，揭露東海電視台新聞部門面臨的困境，引發電視業界的巨大反響。這部紀錄片之後改編為電影。2020年，東海電視台和名古屋的另外三家民營電視台（CBC電視台、中京電視台、愛知電視台）共同創建隨選視訊服務Locipo，試圖開拓網路領域。
自開播40週年前夕的1997年開始，東海電視台每10年就啟用新的吉祥物。1997年，東海電視台啟用的吉祥物被設定為是一個喜歡觀看東海電視台節目的外星人:156。在開播50週年的2008年，東海電視台啟用了新吉祥物。這一吉祥物外觀以雲為設計概念，原型是東海電視台的頻道號碼「1」形狀，但可變形為其他形狀:156。2018年，東海電視台在開播60週年之際啟用的新吉祥物是。該吉祥物被設定為是來自東海地方花田的小仙子，外觀類似一頭黃色的熊。

## 節目
東海電視台第一個有主持人主持的新聞節目是1961年開播的《新聞角》（ニュースコーナー）:36。在1963年，東海電視台實現了日本電視史上首次法庭直播:44。1965年，東海電視台開始在週日播出30分的大型新聞節目《中日新聞電視週日晚報》:51。為了加強新聞報道體制，東海電視台和東海電台的新聞部門在1967年實現統合:60-61。1968年飛驒川巴士墜落事故時，東海電視台在早晨7時45分就播出了事故速報，獲得FNN表彰:62-63。東海電視台在1970年代初期製作的一系列關於四日市哮喘的新聞特別節目獲得過銀河賞等獎項的肯定:79。1974年的日本航空124號航班劫機事件時，東海電視台播出了長達超過7小時的特別節目，大幅領先其他各民營電視台:84。1978年開始，東海電視台在週一至週五傍晚播出大型帶狀新聞節目《晚間新聞630》，令平日的新聞節目亦實現大型化:95-96。翌年東海電視台啟用了新聞專用攝影棚，強化新聞節目製作能力:101。1989年昭和天皇駕崩時，東海電視台播出了長達42小時2分的特別節目:134。1994年中華航空140號班機空難時，由於東海電視台在名古屋機場設有天氣實況錄影機，因此得以迅速得知消息，領先其他各台在20時26分就播出速報，20時39分開始播出特別節目，並投入了多達347名員工報道這一事故:148-149。
在1991年，東海電視台開設了其首個海外支局FNN維也納支局，播報以東歐為中心的歐洲各地新聞:140。1997年，東海電視台關閉了維也納支局，轉而開設FNN雅加達支局，加強東南亞地區的新聞報道:155。2003年，東海電視台開設了FNN北京支局:179。
東海電視台製作的第一部電視劇是諷刺喜劇《閣下加油》（ガンバレ閣下）:30。1960年，東海電視台開始播出《名物水曜座》劇場，並成功銷售至每日放送播出:32。1964年5月，東海電視台播出了其最著名的電視劇節目「午間連續劇」的首部作品《雪燃》，成功開拓了午間收視:48。午間連續劇的第五部作品《此世之愁》在名古屋地區創下平均收視率20%的記錄:53；第10部作品《愛的太陽》的平均收視率更超過30%:55。為便於重量級演員出演，午間連續劇在開播五年後的1969年開始改在東京製作:70。1976年4月開始，午間連續劇播出時長從15分延長至30分。這一年10月開始播出的午間連續劇《沒志氣》在名古屋的平均收視率達15.3%，因廣受好評而一再延長，最終播出多達210集:89。1986年午間連續劇《愛之嵐》因大獲成功而系列化，之後播出了姊妹作品《華之嵐》和《夏之嵐 (1989年電視劇)》，並在2002年進行《翻拍》:125。1996年的《小春》以石川縣的溫泉旅館為舞台，是製作了多達6部的人氣系列:152。2002年，東海電視台改編菊池寛名著《真珠夫人》為午間連續劇，引發社會現象，「真珠夫人」一詞被選入這一年的新語、流行語大賞前10位:173。2004年的《牡丹與玫瑰》被認為是午間連續劇愛憎路線的巔峰作品，其大結局更在黃金時段播出了2小時的特別節目，還成功銷往中國中央電視台播出:180。2015年至2016年，牡丹與玫瑰還進行了翻拍。然而由於觀眾生活習慣的變化，東海電視台午間連續劇在2016年3月播出了最後一部作品《嵐之淚〜我們有明天〜》。在午間連續劇終結的同時，東海電視台在週六晚間新設大人的六劇，繼續為富士電視台系聯播網提供連續劇。和以愛憎劇為主的午間劇相比，大人的六劇是深夜電視劇，播出題材更加多樣。
1967年開始播出的《音樂日曆》（ミュージックカレンダー）是播出長達10年的長壽節目，還成功在富士電視台等聯播網其他成員播出:59。該節目也是東海電視台第一個自製彩色節目:63。東海電視台在成立東京製作部後，綜藝節目製作能力有明顯提升，製作的《年齡差對決！》（年の差バトル！言い分vsEぶん！！）獲得過10%以上收視率:164-165。2003年開始播出的《Good Sun家》由山口智充主持，是播出超過17年，集數達800集的長壽節目:178。
1961年，東海電視台首次製作主婦向資訊節目《夫人您好》（奥様こんにちは），在週一至週五播出:35。1971年開始播出的《主婦資訊 您的2點》（奥様情報　あなたの2時です）的節目名來自於觀眾徵集，介紹各類主婦用實用資訊，確立了東海電視台在地資訊節目的基礎:76-77。1974年開始播出的《Today東海》是融合了新聞色彩的主婦向節目，在每週一至週五傍晚播出:85。1998年，東海電視台製作了民營電視台首個每週播出6期的直播帶狀在地資訊節目《P-can電視》:161。2006年，東海電視台在週日開始播出資訊節目《Style Plus》，令東海電視台一度每天均有在地資訊節目播出:187。現在東海電視台在週一至週五上午時段播出帶狀資訊節目《開關》，週日午間播出國分太一主持的《太一先生!》。
1963年開始播出的《故鄉紀行》探訪日本各地的文學作品舞台，是播出長達44年，共2,279集的長壽節目:43。該節目不僅曾銷售至海外播出，還在1982年進行了中國取材:43。1975年，東海電視台紀錄片《昭和49年春·大澤村》獲得了藝術祭大賞，是東海電視台首部獲得藝術祭大賞的作品:86。1982年，東海電視台成為首個獲准採訪貝加爾－阿穆爾鐵路的西方電視台:111。1985年，東海電視台耗時9年製作，記錄德山水庫淹沒地區居民生活變化的紀錄片《消失的村莊》（消える村）獲得銀河賞25週年紀念特別賞的肯定:118。1990年，東海電視台製作的追踪一張一萬日圓紙幣（SY660000H）的紀錄片獲得民放聯賞電視娛樂部門優秀賞:138。東海電視台在2003年製作的以發明家加藤源重為主題的紀錄片《爸爸是愛迪生》（とうちゃんはエジソン）獲得了這一年的銀河賞大賞和FNS紀錄片大賞，是東海電視台第一次獲得銀河賞大賞:179。

## 攝影棚
東海電視台最初的總部在1957年4月21日開工:20。由於東海電視台的預計開播日從1959年4月1日提前至1958年12月25日，總部工程因此日夜趕工，在1958年11月30日竣工:24。東海電視台的第一代總部地上有3層，地下有2層:24。1960年6月29日，東海電視台開始在總部大樓的上方及西側進行擴建，令總部大樓從地上3層建築增加為8層:33。翌年11月14日，東海電視台總部二期工程竣工:36。1986年至1988年，東海電視台耗資60億日元，在總部大樓東側空地修建地下2層，地上15層的多用途建築。該建築除了有購物、餐飲區域外，還設有辦公區，是東海電視台涉足不動產行業的重要一步:129。
2001年10月31日，為迎接數位電視時代的設備需求，東海電視台在舊總部大樓北側舉辦新總部大樓動工式:170。2003年4月20日，東海電視台新總部竣工:174。新總部地下有1層，地上有15層，高69.85公尺（算上天線部分的話則有109.75公尺），總樓面面積23,527.77平方公尺:175。新總部內有A、B、N三個電視攝影棚，A和B攝影棚位於3層，N攝影棚則和新聞部門均位於6層:175。大樓1層部分設有入口大廳和停車場；2層是事務部門；4層和7層是技術局；5層是報道製作局；8層設有編成局和食堂；9層至12層由東海電台使用；13層設有節目審議室、經營企劃局等部門；14層設有役員室；15層是無線機械室:175。2003年9月至11月，東海電視台各部分分三次遷入新總部。同年12月1日，東海電視台開始自新總部發射訊號:174。

## 重大事件

### 銫米事件
| 暑假獎品主義祭 （夏休み プレゼント主義る祭り）                 |
| 岩手縣產一見鍾情米 10kg 中獎者 （岩手県産ひとめぼれ 10kg 当選者） |
| 有問題的米 銫 先生/女士 （怪しいお米 セシウムさん）        |
| 有問題的米 銫 先生/女士 （怪しいお米 セシウムさん）        |
| 被污染的米 銫 先生/女士 （汚染されたお米 セシウムさん）        |

2011年8月4日，東海電視台節目《別冊!P-Can電視》（別冊!ぴーかんテレビ）中的「幸福購物」單元正在播放秋田縣產稻庭烏龍麵電視購物內容時，突然出現和節目內容無關的「岩手縣產一見鍾情米」中獎者發表畫面，中獎人名字被寫成「有問題的米銫先生/女士（怪しいお米 セシウムさん）」和「被污染的米銫先生/女士（汚染されたお米 セシウムさん）」，這一畫面持續了23秒。在恢復正常畫面之後，《別冊!P-Can電視》主持人，東海電視台主播福島智之迅速道歉。事後據東海電視台調查結果，造成該事故的原因是節目字幕製作人員不慎將練習用的字幕畫面播出。由於此事發生在福島第一核電廠事故之後約五個月（銫是放射性污染物），引發輿論嘩然。
該事件發生之後，東海電視台接到大量觀眾的電話和郵件抗議。岩手縣知事達增拓也亦代表岩手縣政府對東海電視台展開抗議。日本民間放送聯盟因該事件對東海電視台發出書面嚴重注意處分。東海電視台在該事件後停播了《別冊!P-Can電視》節目，時任社長淺野碩也在電視節目及岩手縣政府公開道歉。東海電視台還設置了對策本部，全面驗證這次事故的原因，並防止類似事件再次發生。8月30日，東海電視台播出了1小時的檢證節目，介紹這次事故的原因和過程，並對觀眾和岩手縣農業業者道歉。東海電視台在事件後還成立了再生委員會，重建廣播倫理，並展開支援東北地方的活動。

## 註释
1. ↑  「三冠」指全日（6:00-24:00）、黃金時間（19:00-22:00）、晚間時段（19:00-23:00）三個時段皆獲得收視率第一。

## 外部連結
- 東海電視台 （页面存档备份，存于）
- 東海電視台的X（前Twitter）
- 東海電視台官方的Instagram帳戶
- YouTube上的東海電視台頻道